# České země v 2. polovině 19. století
České země se po revolučním roce 1848 začaly industralizovat, vznikaly nové politické strany a nové umělecké směry. K velkým změnám docházelo i ve školství, které prošlo velkou řadou reforem.

## Český politický život
V 50. letech 19. století byla politická činnost v Českých zemích velmi potlačována. Teprve po vydání Říjnového diplomu v roce 1860 a Únorové ústavy v roce 1861 se konaly volby do zemských sněmů a byl obnoven politický a spolkový život. Na začátku 60. let vznikly v českých zemích dva politické směry. Šlechticko-konzervativní byl zastupován převážně vlastenecky smýšlející šlechtou v čele s hrabětem Clam- Martinicem a Lvem Thunem, druhý směr hájil zájmy měšťanstva a měl liberálními a nacionální rysy. Z tohoto liberálního politického směru se vyčlenily dvě linie české měšťanské politiky staročeši a mladočeši. Oba politické směry měly stejný politický cíl: obnovení českého státu v rámci federativně uspořádaného Rakouska. Mezi zástupce české měšťanské politiky patří historik František Palacký, právník František Ladislav Rieger, Karel Sladkovský a bratři Julius a Eduard Grégrovi.
Období 60. a 70. let je nazýváno obdobím státoprávního boje, kdy se Češi snažili donutit císaře k rozdělení západní říše na dva celky za pomoci fundamentálních článků vydaných v roce 1871. K česko-rakouskému vyrovnání, ale nedošlo. Česká šlechta a měšťanští liberálové reagovali na události tzv. pasivní rezistencí, kdy opustili český sněm. V roce 1874 vznikla Národní strana svobodomyslná, kterou vedl Karel Sladkovský a bratři Grégovi.
V roce 1879 se čeští poslanci do vídeňské říšské rady. Začali usilovat o jazykové, kulturní a hlavně hospodářské výdobytky pro českou společnost. Jedním z výsledků této politiky bylo rozdělení Karlovy univerzity na českou a německou, rozšíření počtu českých středních a základních škol, zisk pozic v podnikatelských institucích či zavádění českého jazyka do státní správy. Česká měšťanská politika měla stále dvě strany: strana staročeská a strana mladočeská. Dělnická sociálně demokratická strana byla v Rakousku vystavena velkému pronásledování a díky nedemokratickým volebním řádům neměla šanci dostat své zástupce do zemských sněmů a říšské rady.

## Industrializace
Uvnitř rakouské monarchie České země zaujímaly ve vztahu k většině zemí soustátí významné postavení jako průmyslově nejrozvinutější region. Na počátku 70. let se zde dokončil proces průmyslová revoluce, která významně změnila tvář krajiny a také sociální skladbu společnosti. V českých zemích byly velké zásoby nerostných surovin (uhlí, keramická hlína). Pěstovalo se obilí, len a cukrová řepa. K zpracování těchto potravin se zakládaly cukrovarnictví, lihovarnictví, olejářství a pivovarnictví. Vyvíjel se textilní průmysl, který začal zpracovávat vlnu a bavlnu, sklářský a keramický průmysl. Sklářský a keramický průmysl měl svá centra v hornatých pohraničních oblastech, obývaných především německy mluvícím obyvatelstvem. Těžký a zpracovatelský průmysl se rozvinul v blízkosti uhelných nalezišť, například v okolí Kladna, v severních Čechách na Teplicku a Mostecku, v okolí Ostravy, ale také v Brně a Plzni. Začaly se stavět železniční linky spojující Vídeň s Brnem, Ostravou, Prahou, Děčínem, Libercem, Plzní a Chebem, díky kterým se zrychlil převoz zboží a jeho cena se zlevnila. Velký význam pro vývoz zboží z Čech mělo usplavněné Labe. Vznik průmyslových oblastí šel ruku v ruce s přílivem dělnictva, které se stěhovalo do blízkosti továren a které zde žilo ve velmi nízkých životních podmínkách.
Po polovině století se české země proměnily v jednu z nejprůmyslovějších oblastí střední Evropy. Do obecného povědomí vystupovaly taky podniky jako Vítkovické železárny, Škodova továrna v Plzni či plzeňský měšťanský pivovar. Neobyčejně hustá železniční síť spojila českomoravský prostor s Evropou i jednotlivá průmyslová centra v českých zemích. Prudký industriální rozvoj Podkrušnohoří (uhelné doly, chemická výroba), spojený s těžkou devastací krajiny nastal v závěru 19. století.

## Rozvoj školství
Zájem státu o ovládnutí monopolu na vzdělání začal již osvíceneckou sekularizací školských struktur a pokusem o zevšeobecnění základního vzdělaní pro všechny. Byla zde zavedena alfabetizace po celém území, která zjednodušila dostupnost informací pro celou populaci. Vyšší vzdělání mělo na starost výchovu budoucích státních úředníků. Velké školské reformy z konce 18. a z počátku 19. století doplnil 14. května 1869 Školní zákon Leopolda von Hasnera o všeobecné povinné školní docházce. Hlavním orgánem školských reforem byla Vídeňská dvorská studijní komise, založena v roce 1760, pod které patřily české studijní komise zemské. Školy začaly zavádět němčinu do výuky k odstranění jazykové bariéry až do 60. let 19. století se čeština učila pouze v obecných školách, prvních ročnících hlavních škol. Fyzické tresty byly ve školách běžně praktikovány až do přijetí liberálního zákonodárství. Ke konci 19. století byly zrušeny školy obecné, hlavní a vyšší a nahradila je pětiletá škola obecná a tříletá škola měšťanská.

## Kulturní život české společnosti

### Výtvarné umění
České výtvarné umění mezi 60 až 80. lety kombinovalo obrozenecký romantismus s realistickým zaujetím, který se zaměřoval na soudobý život. Hlavním představitelem byl Josef Mánes, hlavní téma Mánesových obrazů byl venkovský lid. V této tematice se vyzdobila kalendářní deska orloje na Staroměstské radnici v Praze, kterou provedl Josef Mánes v letech 1865-1866.
Myšlenku slovanské vzájemnosti a svět jižních Slovanů vytvořil ve svých dílech Jaroslav Čermák. Představitelem důsledně realistického umění se stal Karel Purkyně. Dva významní malíři 90. let 19. století jsou romantik, krajinář a malíř lesa Julius Mařák a realista intimně pojatých krajinomaleb Antonín Chittussi. Městské a venkovské prostředí zachycovali Jakub Schikaneder a Luděk Marold.

### Architektura
V 60.–70. letech probíhala dostavba Pražského hradu, kterou vedli architekti Josef Kranner a Josef Mocker. František Schmoranz restauroval venkovské kostely a věnoval se opravám českých památek. V této době bylo postaveno novorenesanční Rudolfinum, kostel svatého Václava na Smíchově a řetězový most mezi Národním divadlem a Újezdem.

### Rozvoj hudby
Lidové písně měly v české historii bohatou tradici, podporující zejména národní cítění. Z těchto písní čerpali čeští skladatelé 19. století, kteří se ve druhé polovině 19. století účastnily také národních a politických bojů. Byl to například Bedřich Smetana, který navazoval na Wagnera, Schumanna a Chopina. V 70. letech začal skládat hudbu Antonín Dvořák a Zdeněk Fibich. V 90. letech 19. století začali tvořit nové hudební směry v hudebním dramatu a v orchestrální kompozici Josef Bohuslav Foerster a Leoš Janáček. Byli to představitelé české moderny. Podpora členů orchestru Národního divadla dala roku 1894 vznik symfonického orchestru Česká filharmonie. Iniciativou Josefa Suky bylo založeno České kvarteto.

### Vznik Národního divadla

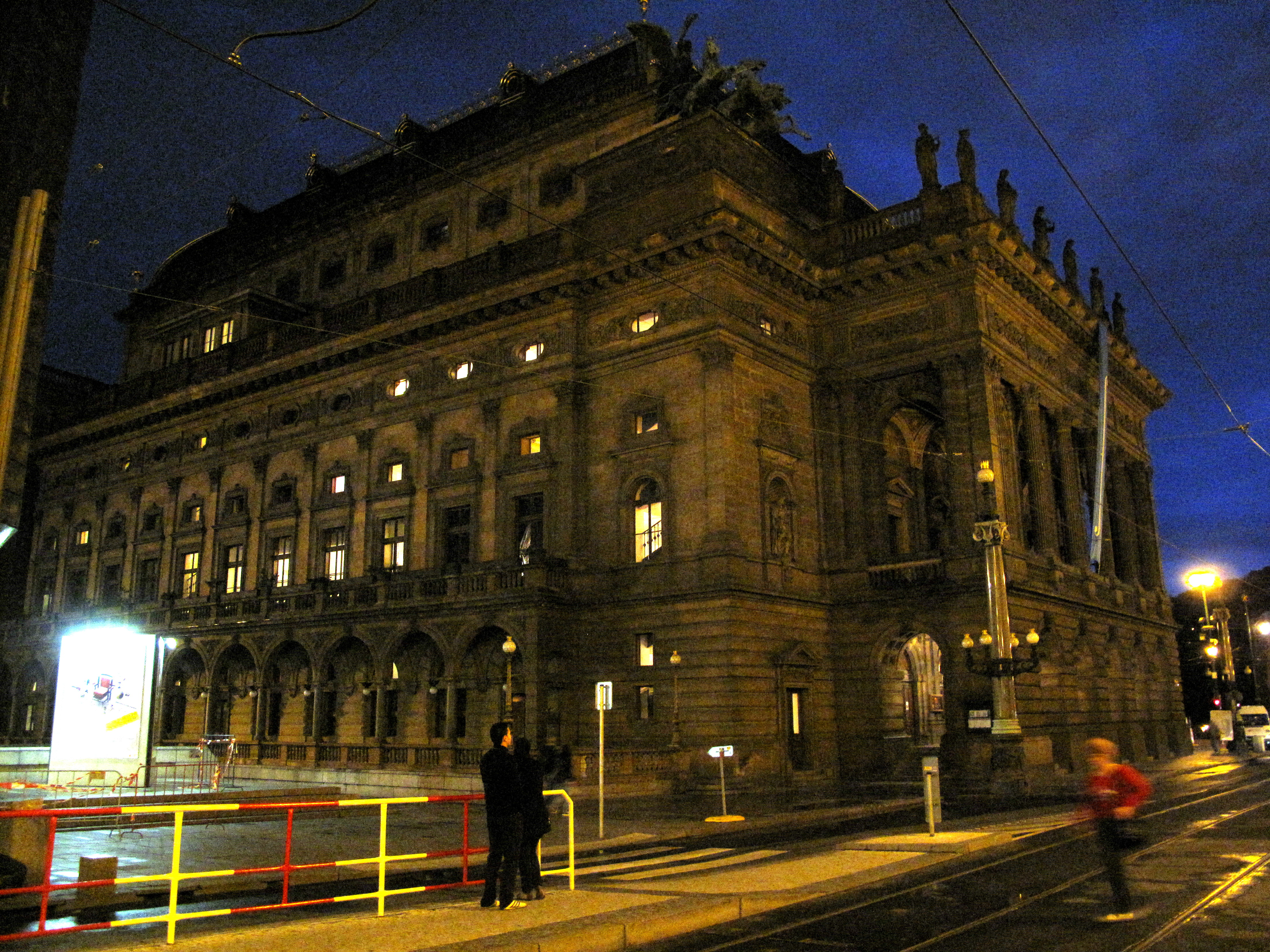
současná podoba Národního divadla

Roku 1844 začala existovat myšlenka důstojného kamenného divadla a začala se realizovat žádost o "privilej na vystavění, zařízení, vydržování a řízení" samostatného českého divadla. Tuto privilej předložil stavovskému výboru českého sněmu 29. ledna 1845 František Palacký, po třech měsících byla privilej udělena. V dubnu 1851 vydal Sbor pro zřízení českého národního divadla v Praze první veřejné provolání k zahájení sbírek. Období Bachova absolutismu zpomalilo proces výstavby a dalo vznik malé skromné prozatímní budovy dnes známé jako Prozatímní divadlo, která byla otevřena 18. listopadu 1862.
Národní divadlo bylo poprvé otevřeno 11. června 1881. Bylo v něm odehráno 11 představení. Uprostřed dokončování prací na Národním divadle 12. srpna 1881 došlo k požáru, který zničil měděnou kupoli, hlediště a jeviště divadla. Požár byla katastrofa vnímána na celonárodní úrovni a vyvolala obrovské odhodlání postavit divadlo znovu. Za 47 dní se vybralo milion zlatých.
Budova Národního divadla byla znovu otevřena 18. listopadu 1883. Otevření doprovázela Smetanova opera Libuše, která byla pro tuto událost složena. Budova sloužila bez velkých přestaveb skoro sto let.

## Pražský životní styl ve 2. polovině 19. století
V 50. letech byl počet obyvatel hlavního města českých zemí větší než počet obyvatel jiných průmyslových měst v Českých zemích. Praha měla okolo 120 000 obyvatel. Růst Prahy byl dán urbanizací a dokončením státní dráhy, která spojovala Prahu s Vídní. V Praze začala masová výstavba domů a začaly se provádět velké technické práce. Vznikaly plány na budování vodovodů a kanalizace. Centrum Prahy se začalo propojovat s průmyslovými předměstími.
Od 60. let se stavělo v empírovém a romantizujícím stylu, na Poříčí v novogotickém slohu a slohu novorenesančním. Místo paláců se začaly stavět činžovní domy s pilířovým schodištěm a s balkonem v prvním patře nad vrcholem, který byl situován do ulice.
Na místech, kde v minulosti stály hradby se pomalu stavěly restaurace, v jejich okolí vznikaly promenády. Vznikla první pasáž v Praze. Vedla z Ovocného trhu na Příkopy a nesla název Pařížská ulička. Objevily se zde první obchody s módním zbožím. Místo kočárů se začala uplatňovat dráha omnibusu i koňky, později elektrické tramvaje v městské dopravě.
Nejčastějším typem bydlení se stal jednopokojový byt s kuchyní. V přízemí nájemních domů byly zřizovány malé krámky, tzv. kvelby. V jejich suterénu se zřizovaly dílny, skladiště a sklepy na pevná paliva.

## Sociální struktura obyvatelstva
Češi se podíleli 4 miliony obyvatel ve 30 milionovém Rakousku. České obyvatelstvo a Země Koruny české uvnitř Rakouska patřily k nejvyspělejším částem.
Díky rychlému ekonomickému vývoji českých zemí ve druhé polovině 19. století docházelo ke změnám struktury společnosti. Vznikaly nové společenské vrstvy. Česká společnost v 19. století prošla třemi fázemi. První fázi tvořila sociální struktura období rozvíjení kapitalistických vztahů do poloviny 19. století. Ve druhé fázi docházelo k dovršení kapitalistických vztahů. Třetí fázi naplňoval monopolní kapitalismus od 80. let 19. století do 1. světové války.